# Holmen (Copenhague)
Holmen est un quartier de Copenhague au Danemark. C'est un archipel d'îles artificielles dans le nord-est du quartier de Christianshavn. 
Holmen comprend 5 îles artificielles : Margretheholm, Nyholm (extrémité nord du quartier), Frederiksholm (centre), Dokøen (ouest) et Arsenaløen (sud).

## Histoire

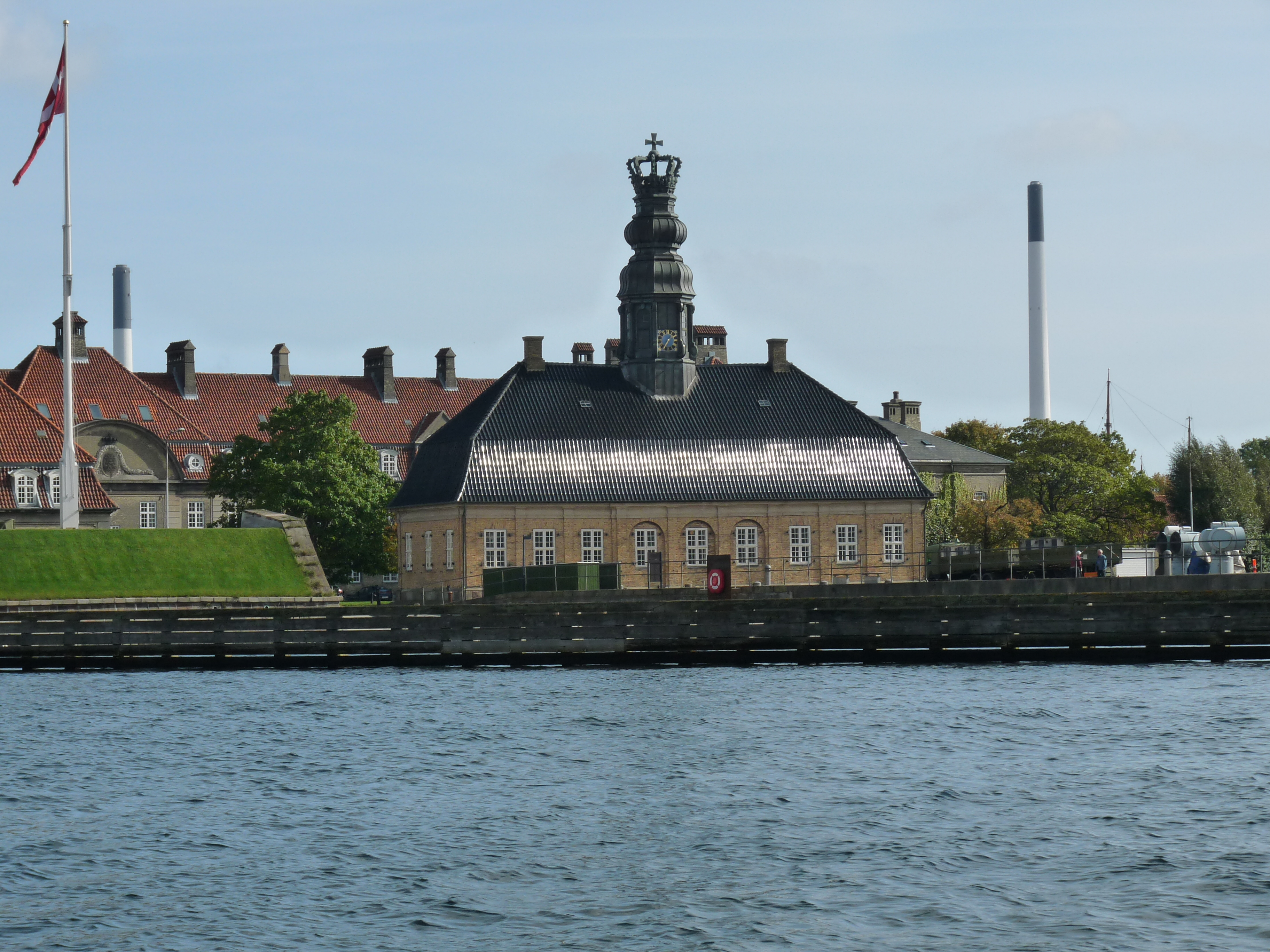
Poste de garde central de Nyholm

De 1690 à 1993, Holmen a été occupé par la base navale d'Holmen (da). Plus importante base de la marine danoise, le site construit des bateaux pour la flotte militaire jusqu'en 1972. L'île est ensuite déclassée et vendue. Nyholm reste une propriété militaire, et héberge aujourd'hui l'Académie navale royale danoise (en). Le reste de l'archipel a été réaménagé en zone résidentielle et culturelle.

## Bâtiments situés sur l'archipel
- Opéra de Copenhague
- Église Holmens